# Michał Angelović
Michał Angelović (serb. Михаило Анђеловић, grec. Μιχαήλ Ἄγγελος, zm. 1458) – serbski magnat greckiego pochodzenia, sprawujący urzędy wielkiego čelnika i wielkiego wojewody oraz krótko w 1458 roku członek Rady Regencyjnej w Despotacie Serbskim.

## Życiorys
Pochodził z rodu Filantropenosów, których przedstawiciele: Aleksy Angelos Filantropenos (ok. 1373-ok. 1390) i Manuel Angelos Filantropenos (ok. 1390-ok. 1393) władali Tesalią. Po podboju Tesalii przez Turków rodzina przeniosła się do Serbii do miejscowości Nove Brdo. Bratem Michał Angelovicza był Veli Mahmud Pasza. Michał Angelović służył jako urzędnik na dworze serbskich despotów. W latach 40. uzyskał tytuł wielkiego čelnika (odpowiadający palatynowi). W 1456/1457 został wielkim wojewodą. Był ceniony na dworze serbskim ze względu na umiejętność negocjacji z Turkami, co wynikało z pozycji jego brata na dworze (był wielkim wezyrem). Od 3 lutego 1458 roku po śmierci Łazarza II Brankovicza został członkiem Rady regencyjnej obok Heleny Paleolog i Stefana V Ślepego. Z powodu intrygi Heleny został uwięziony i odstawiony jako jeniec na Węgry (31 marca 1458). Po jakimś czasie powrócił do Turcji.